# 圖賈
36°45′N 4°54′E / 36.750°N 4.900°E

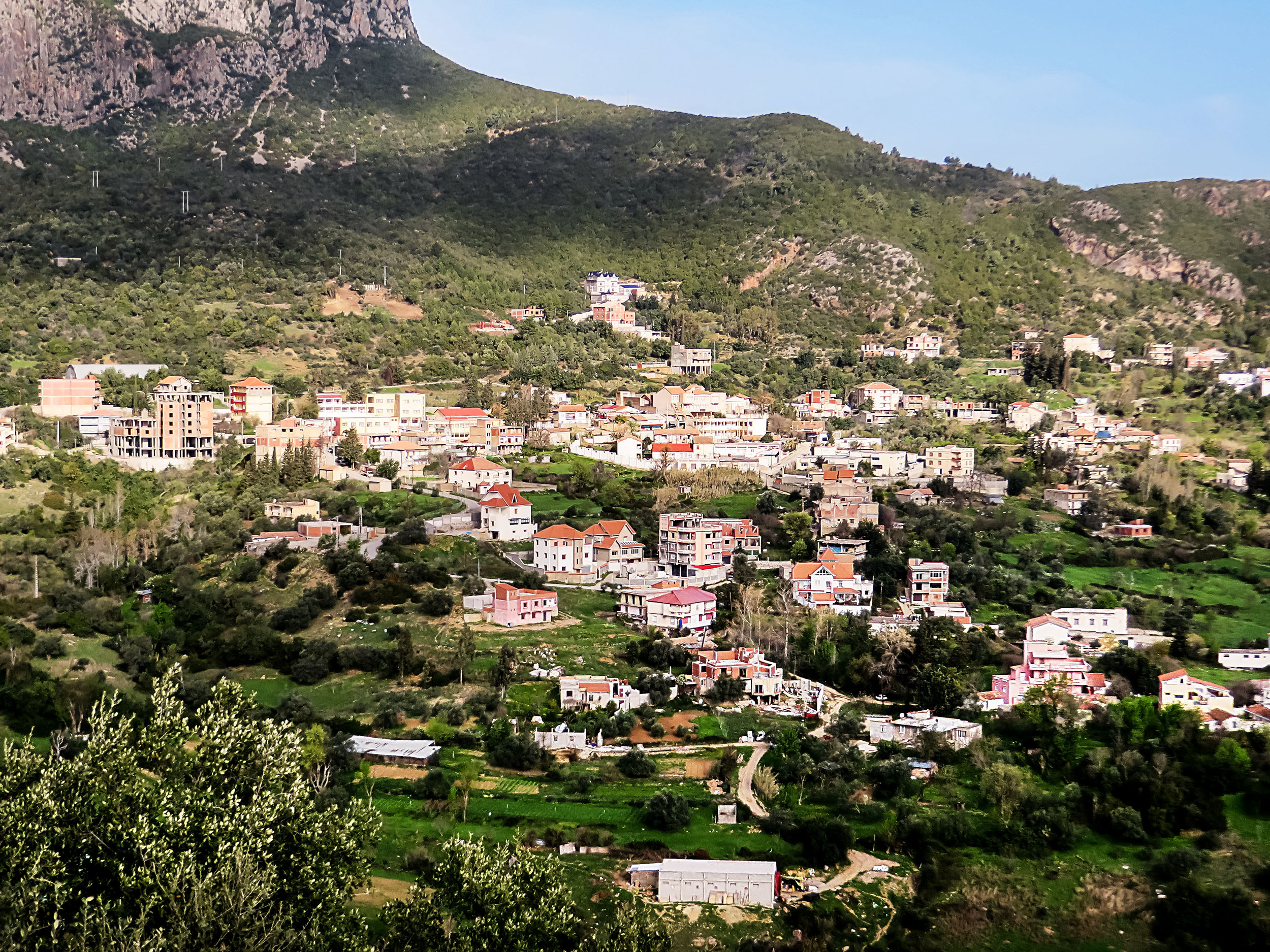
圖賈

圖賈（阿拉伯语：‎），是阿爾及利亞的城鎮，位於該國北部貝賈亞省，由克瑟區負責管轄，面積167平方公里，2008年該城鎮人口9,827，人口密度每平方公里59人。